# Premi Oscar 1978
La 50ª edizione della cerimonia di premiazione dei Premi Oscar si è tenuta il 3 aprile 1978 a Los Angeles, al Dorothy Chandler Pavilion, condotto dall'attore comico statunitense Bob Hope.

## Vincitori e candidati
Vengono di seguito indicati in grassetto i vincitori. Ove ricorrente e disponibile, viene indicato il titolo in lingua italiana e quello in lingua originale tra parentesi.

### Miglior film
- Io e Annie (Annie Hall), regia di Woody Allen
- Goodbye amore mio! (The Goodbye Girl), regia di Herbert Ross
- Giulia (Julia), regia di Fred Zinnemann
- Guerre stellari (Star Wars), regia di George Lucas
- Due vite, una svolta (The Turning Point), regia di Herbert Ross

### Miglior regia
- Woody Allen - Io e Annie (Annie Hall)
- Fred Zinnemann - Giulia (Julia)
- Steven Spielberg - Incontri ravvicinati del terzo tipo (Close Encounters of the Third Kind)
- George Lucas - Guerre stellari (Star Wars)
- Herbert Ross - Due vite, una svolta (The Turning Point)

### Miglior attore protagonista
- Richard Dreyfuss - Goodbye amore mio! (The Goodbye Girl)
- Woody Allen - Io e Annie (Annie Hall)
- Richard Burton - Equus
- Marcello Mastroianni - Una giornata particolare (Una giornata particolare)
- John Travolta - La febbre del sabato sera (Saturday Night Fever)

### Migliore attrice protagonista
- Diane Keaton - Io e Annie (Annie Hall)
- Anne Bancroft - Due vite, una svolta (The Turning Point)
- Jane Fonda - Giulia (Julia)
- Shirley MacLaine - Due vite, una svolta (The Turning Point)
- Marsha Mason - Goodbye amore mio! (The Goodbye Girl)

### Miglior attore non protagonista
- Jason Robards - Giulia (Julia)
- Michail Baryšnikov - Due vite, una svolta (The Turning Point)
- Peter Firth - Equus
- Alec Guinness - Guerre stellari (Star Wars)
- Maximilian Schell - Giulia (Julia)

### Migliore attrice non protagonista
- Vanessa Redgrave - Giulia (Julia)
- Leslie Browne - Due vite, una svolta (The Turning Point)
- Quinn Cummings - Goodbye amore mio! (The Goodbye Girl)
- Melinda Dillon - Incontri ravvicinati del terzo tipo (Close Encounters of the Third Kind)
- Tuesday Weld - In cerca di Mr. Goodbar (Looking for Mr. Goodbar)

### Miglior sceneggiatura non originale
- Alvin Sargent - Giulia (Julia)
- Peter Shaffer - Equus
- Gavin Lambert e Lewis John Carlino - I Never Promised You a Rose Garden
- Larry Gelbart - Bentornato Dio! (Oh, God!)
- Luis Buñuel e Jean-Claude Carrière - Quell'oscuro oggetto del desiderio (Ese oscuro objeto del deseo)

### Miglior sceneggiatura originale
- Woody Allen e Marshall Brickman - Io e Annie (Annie Hall)
- Neil Simon - Goodbye amore mio! (The Goodbye Girl)
- Robert Benton - L'occhio privato (The Late Show)
- George Lucas - Guerre stellari (Star Wars)
- Arthur Laurents - Due vite, una svolta (The Turning Point)

### Miglior film straniero
- La vita davanti a sé (La vie devant soi), regia di Moshé Mizrahi (Francia)
- Ifigenia (Iphigenia), regia di Michael Cacoyannis (Grecia)
- La notte dei falchi - Operazione Thunderbolt (Mivtsa Yonatan), regia di Menahem Golan (Israele)
- Una giornata particolare, regia di Ettore Scola (Italia)
- Quell'oscuro oggetto del desiderio (Ese oscuro objeto del deseo), regia di Luis Buñuel (Spagna)

### Miglior fotografia
- Vilmos Zsigmond - Incontri ravvicinati del terzo tipo (Close Encounters of the Third Kind)
- Fred J. Koenekamp - Isole nella corrente (Islands in the Stream)
- Douglas Slocombe - Giulia (Julia)
- William A. Fraker - In cerca di Mr. Goodbar (Looking for Mr. Goodbar)
- Robert Surtees - Due vite, una svolta (The Turning Point)

### Miglior scenografia
- John Barry, Norman Reynolds, Leslie Dilley e Roger Christian - Guerre stellari (Star Wars)
- Albert Brenner e Marvin March - Due vite, una svolta (The Turning Point)
- George C. Webb e Mickey S. Michaels - Airport '77
- Joe Alves, Dan Lomino e Phil Abramson - Incontri ravvicinati del terzo tipo (Close Encounters of the Third Kind)
- Ken Adam, Peter Lamont e Hugh Scaife - 007 - La spia che mi amava (The Spy Who Loved Me)

### Migliori costumi
- John Mollo - Guerre stellari (Star Wars)
- Edith Head e Burton Miller - Airport '77
- Anthea Sylbert - Giulia (Julia)
- Florence Klotz - Gigi (A Little Night Music)
- Irene Sharaff - L'altra faccia di mezzanotte (The Other Side of Midnight)

### Migliori effetti speciali
- John Stears, John Dykstra, Richard Edlund, Grant McCune e Robert Blalack - Guerre stellari (Star Wars)
- Roy Arbogast, Matthew Yuricich, Gregory Jein, Richard Yuricich e Douglas Trumbull - Incontri ravvicinati del terzo tipo (Close Encounters of the Third Kind)

### Miglior montaggio
- Paul Hirsch, Marcia Lucas e Richard Chew - Guerre stellari (Star Wars)
- Michael Kahn - Incontri ravvicinati del terzo tipo (Incontri ravvicinati del terzo tipo)
- Walter Murch - Giulia (Julia)
- William Reynolds - Due vite, una svolta (The Turning Point)
- Walter Hannemann e Angelo Ross - Il bandito e la "Madama" (Smokey and the Bandit)

### Miglior sonoro
- Don MacDougall, Ray West, Bob Minkler e Derek Ball - Guerre stellari (Star Wars)
- Robert Knudson, Robert J. Glass, Don MacDougall e Gene S. Cantamessa - Incontri ravvicinati del terzo tipo (Close Encounters of the Third Kind)
- Walter Goss, Dick Alexander, Tom Beckert e Robin Gregory - Abissi (The Deep)
- Robert Knudson, Robert J. Glass, Richard Tyler e Jean-Louis Ducarme - Il salario della paura (Sorcerer)
- Theodore Soderberg, Paul Wells, Douglas O. Williams e Jerry Jost - Due vite, una svolta (The Turning Point)

### Migliore colonna sonora
- Adattamento con canzoni originali

- Jonathan Tunick - Gigi (A Little Night Music)
- Al Kasha,  Joel Hirschhorn e Irwin Kostal - Elliott, il drago invisibile (Pete's Dragon)
- Richard M. Sherman, Robert B. Sherman e Angela Morley - La scarpetta e la rosa (The Slipper and the Rose - The Story of Cinderella)

- Originale

- John Williams - Guerre stellari (Star Wars)
- John Williams - Incontri ravvicinati del terzo tipo (Close Encounters of the Third Kind)
- Maurice Jarre - Il messaggio (Mohammad - Messenger of God)
- Marvin Hamlisch - 007 - La spia che mi amava (The Spy Who Loved Me)
- Georges Delerue - Giulia (Julia)

### Miglior canzone
- You Light Up My Life, musica e testo di Joseph Brooks - Tu accendi la mia vita (You Light Up My Life)
- Candle on the Water, musica e testo di Al Kasha e Joel Hirschhorn - Elliott, il drago invisibile (Pete's Dragon)
- Nobody Does It Better, musica di Marvin Hamlisch, testo di Carole Bayer Sager - 007 - La spia che mi amava (The Spy Who Loved Me)
- The Slipper and the Rose Waltz (He Danced with Me/She Danced with Me), musica e testo di Richard M. Sherman e Robert B. Sherman - La scarpetta e la rosa (The Slipper and the Rose - The Story of Cinderella)
- Someone's Waiting for You, musica di Sammy Fain, testo di Carol Connors e Ayn Robbins - Le avventure di Bianca e Bernie (The Rescuers)

### Miglior documentario
- Who Are the DeBolts? And Where Did They Get Nineteen Kids?, regia di John Korty
- I ragazzi dell'opera (The Children of Theatre Street), regia di Robert Dornhelm e Earle Mack
- High Grass Circus, regia di Tony Ianzelo e Torben Schioler
- Homage To Chagall - The Colours of Love, regia di Harry Rasky
- Union Maids, regia di Jim Klein e Miles Mogulescu

### Miglior cortometraggio
- I'll Find a Way, regia di Beverly Shaffer
- The Absent-Minded Waiter, regia di Carl Gottlieb
- Floating Free, regia di Jerry Butts
- Notes on the Popular Arts), regia di Elaine Bass e Saul Bass
- Spaceborne, regia di Philip Dauber

### Miglior cortometraggio documentario
- Gravity Is My Enemy, regia di John C. Joseph
- Agueda Martinez: Our People, Our Country, regia di Moctesuma Esparza
- First Edition, regia di Helen Whitney
- Of Time, Tombs and Treasure, regia di James R. Messenger e Paul N. Raimondi
- The Shetland Experience, regia di Douglas Gordon

### Miglior cortometraggio d'animazione
- The Sand Castle (Le château de sable), regia di Co Hoedeman
- The Bead Game, regia di Ishu Patel
- The Doonesbury Special , regia di Faith Hubley, John Hubley e Garry Trudeau
- Jimmy the C, regia di James Picker

## Premi speciali

### Premio Special Achievement
- Ben Burtt - Guerre stellari (Star Wars) - per la creazione di alieni, creature e le voci dei robot
- Frank E. Warner - Incontri ravvicinati del terzo tipo (Close Encounters of the Third Kind) - montaggio degli effetti sonori

### Premio alla carriera
- Margaret Booth per il suo eccezionale contributo all'arte del montaggio nell'industria cinematografica.

### Premio umanitario Jean Hersholt
- Charlton Heston

### Premio alla memoria Irving G. Thalberg
- Walter Mirisch